# 中川亞紀子
中川亞紀子（日语：中川 亜紀子，1973年12月1日—），日本女性配音員。出身於北海道札幌市。身高152cm。O型血。

## 人物
- 現在是Littlebird's Voice（日语：コトリボイス）所屬（2020年4月～）[2]，以前經歷Troubadour音樂事務所（日语：トルバドール音楽事務所）（1995年）[3]、東京俳優生活協同組合（2001年～2017年3月）[3]。娛樂媒體綜合學院（日语：アミューズメントメディア総合学院）聲優學科畢業。
- 中學高校時代曾住在青森縣青森市。畢業於專修大學法學院二院。
- 丈夫是作曲家和田薰。2人是在2002年結婚[8]。
- 在遊戲中常出演主要角色。
- 在《金田一少年之事件簿》、《美人魚的季節》和《超時空要塞7》中間歇出演。
- 每天早上，和住在隔壁的祖母一起唸摩訶般若波羅蜜多心經，所以她算是「奶奶養大的孩子」。
- 在《光之美少女系列》中常會出演多重角色。

### 暱稱
常用的暱稱有。其他還有、「NAVI」、「中牌」、「社長」、「農場長」、「城主」等。

### 特長
跳繩（特別是二重跳）、打鼓（憧憬鼓手是口宗孝）、蝶泳。

## 演出
粗體字表示主要角色。

### 電視動畫
1994年
- 超時空要塞7（花束少女、希維爾[注 2]、操作員）

1995年
- 愛天使傳說（竹內秋子）
- 神秘的世界

1996年
- 玩偶遊戲（唯）

1997年
- 玩偶遊戲（真子）
- 金田一少年之事件簿（七瀨美雪、小泉螢子）
- 幸運騎士L（日语：フォーチュン・クエスト）（帕斯戴爾·G·晶）

1998年
- 青澀之戀（工藤千草）
- DT戰士（日语：DTエイトロン）（席娜）
- 開花天使（百合川幸子）
- 烈火之炎（子美）
- LET'S 努普努普（日语：LET'S ぬぷぬぷっ）（高木良子 等）

1999年
- 週刊故事樂園（日语：週刊ストーリーランド）「父」（綾乃）

2000年
- 犬夜叉（日暮草太）
- 可愛巧虎島
- 警車奇戀（日语：ピポパポパトルくん）（隼人 等）

2001年
- 仰天人間（日语：仰天人間バトシーラー）（3世）
- 小小雪精靈（安妮）
- PaRappa the Rapper（日语：パラッパラッパー）（絲吉）
- ONE PIECE（黃金週小姐）

2002年
- 激鬥戰車（蘭芳、吉娜·法亞史汀）
- 東京地底奇兵（瑪莉）
- 東京喵喵（柳田萌、崇志、廣播）
- 洛克人EXE（綠川華露、蟾蜍人）
- HAPPY★LESSON（十隱迦娜）
- Fortune Dogs（日语：ふぉうちゅんドッグす）（倩咪）

2003年
- 妮嘉尋親記（特雷茲）
- SD鋼彈FORCE（薩拉）
- GAD GUARD（女性）
- 偵探学園Q（栗田澄香）
- HAPPY★LESSON ADVANCE（十隱迦娜）
- 洛克人EXE AXESS（綠川華露）

2004年
- 阿嘉莎·克莉絲蒂的名偵探白羅與瑪波（莫莉）
- 火鳥（少女、侍女）
- 光之美少女（矢部千秋）
- （久保栞）
- 洛克人EXE Stream（綠川華露）

2005年
- TSUBASA翼（密偵眾的玲／伊集院玲）
- 洛克人EXE BEAST+（綠川華露）

2006年
- 光之美少女Splash Star（安藤加代）

2007年
- 金田一少年之事件簿SP（七瀨美雪）
- Yes！光之美少女5（女性）

2008年
- World Destruction ～毀滅世界的六人～（莉南）

2009年
- 犬夜叉 完結篇（日暮草太）
- FRESH光之美少女！（山吹祈里／鳳梨天使）

2013年
- 寵物反斗星 Miracle Friends、寵物反斗星 Yume Kira Dream（デコレっち）

2014年
- 金田一少年之事件簿R (第1期)（七瀨美雪[17]、楊蘭）
- Happiness Charge 光之美少女！（鳳梨天使）

2015年
- 金田一少年之事件簿R (第2期)（七瀨美雪）

### 電影動畫
1995年
- 超時空要塞7：銀河在呼喚我！（花束少女）

1996年
- 金田一少年之事件簿：歌劇院新殺人事件（七瀨美雪）

1999年
- 金田一少年之事件簿2：殺戮的深藍（七瀨美雪）

2001年
- 犬夜叉：跨越時代的思念（日暮草太）

2002年
- 犬夜叉：鏡中的夢幻城（日暮草太）
- 金肉人II世：MUSCLE人參爭奪！超人大戰爭（ダレナンダ姫）

2003年
- 犬夜叉：天下霸道之劍（日暮草太）

2005年
- 洛克人EXE：光與黑暗的遺產（日语：ロックマンエグゼ 光と闇の遺産）（綠川華露）

2009年
- 劇場版 光之美少女 All Stars DX：大家都是朋友☆奇蹟的全員大集合！（山吹祈里／鳳梨天使）
- 劇場版 FRESH光之美少女！玩具王國有很多秘密!?（山吹祈里／鳳梨天使）

2010年
- 劇場版 光之美少女 All Stars DX2：希望之光☆守護彩虹寶石！（山吹祈里／鳳梨天使）

2011年
- 劇場版 光之美少女 All Stars DX3 傳達到未來！連結世界☆彩虹之花！（山吹祈里／鳳梨天使）

2012年
- 劇場版 光之美少女 All Stars New Stage：未來的朋友（山吹祈里／鳳梨天使）

2018年
- 劇場版 HUG！光之美少女♡光之美少女 All Stars Memories（山吹祈里／鳳梨天使[18]）

2021年
- #セカイが滅びる前にキミに会いたい（ミチル）

### OVA
- 魔靈公主（1996年，蘇珊娜·白）
- 電腦戰隊VOOGIE'S★ANGEL（日语：電脳戦隊ヴギィ'ズ★エンジェル）（1997年，小絹）
- 戀愛候補生 STARLIGHT SCRAMBLE（日语：恋愛候補生 STARLIGHT SCRAMBLE）（1998年，楠原利奈）
- 橫濱購物紀行（1998年，鷹津菜心）
- 橫濱購物紀行 -Quiet Country Cafe-（2002年，鷹津菜心）
- 金田一少年之事件簿「黑魔術殺人事件」（2012年，七瀨美雪[19]）[注 3]

### 遊戲
1997年
- 龍機傳承2（盧崔·魯比）
- 龍機傳承PLUS（丘伊）

1998年
- 大小姐特急（日语：お嬢様特急）（飯山未來）
- 戀愛候補生 STARLIGHT SCRAMBLE（日语：恋愛候補生 STARLIGHT SCRAMBLE）（楠原利奈）
- DEBUT21（日语：誕生 〜Debut〜）（真木智佐）
- （白藤深月）
- 放學後戀愛劇樂部 -戀愛的進行曲-（日语：放課後恋愛クラブ -恋のエチュード-）（織原早苗）[注 4]
- 無人島物語R（橋本優希實）
- 名偵探柯南（相川裕美）

1999年
- L的季節 ～A piece of memories～（日语：Lの季節 〜A piece of memories〜）（弓倉亞希子）
- （相馬七惠）
- 光輝的季節（里村茜）

2001年
- 天使獻禮（朝霧菖蒲）
- 春雨曜日（日语：春雨曜日）（綺羅）
- From TV animation ONE PIECE 飛吧海賊團！（日语：ONE PIECE とびだせ海賊団!）（黃金週小姐）
- 美人魚的季節（若葉琴野）

2002年
- ONE PIECE 偉大航路之爭！2（日语：ONE PIECE グランドバトル! 2）（黃金週小姐）

2004年
- F ～Fanatic～（日语：F 〜ファナティック〜）（安妮·懷特）

2005年
- 第3次超級機器人大戰α 終焉之銀河（希維爾）
- ONE PIECE 偉大航路之爭！RUSH（日语：ONE PIECE グラバト! RUSH）（黃金週小姐）

2006年
- 光之美少女 Splash Star （安藤加代）

2009年
- 金田一少年之事件簿 惡魔的殺人航海（七瀬美雪）
- 超時空要塞 終極邊疆（日语：マクロスアルティメットフロンティア）（希維爾）

2011年
- 超時空要塞 三角邊疆（日语：マクロストライアングルフロンティア）（希維爾）

2012年
- ONEPY B MATCH IC（日语：ワンピーベリーマッチ）（黃金週小姐）

2015年
- 第3次超級機器人大戰Z 天獄篇（希維爾）
- 勇氣之劍×火焰之魂[20]

2017年
- 光之美少女連線消除（日语：プリキュア つながるぱずるん）（山吹祈里／鳳梨天使）

### 外語配音

#### 電影
- 誓死追緝令（克麗絲〈寶林·羅伯茲〉）
- 親密訪客（英语：The Nephew）（艾斯林·布雷迪〈艾絲琳·麥康金（英语：Aislín McGuckin）〉）

#### 動畫
- （愛德華）※DVD新錄製版。
- 大力士（英语：Hercules (1998 TV series)）（女學生）

### 特攝影集
1999年
- 聲優戰隊Voicelugger（帆村明子／）

2004年
- 奧特Q 黑暗幻想（日语：ウルトラQ dark fantasy）（嘎啦Q的聲音）

2008年
- 炎神戰隊轟音者（BOMPER的聲音）
- 炎神戰隊轟音者 BUNBUN！BANBAN！劇場BANG!!（日语：炎神戦隊ゴーオンジャー BUNBUN!BANBAN!劇場BANG!!）（BOMPER的聲音）
- 炎神戰隊轟音者 BONBON！BONBON！網路BONG!!（BOMPER的聲音）

2009年
- 劇場版 炎神戰隊 VS 獸拳戰隊（日语：劇場版 炎神戦隊ゴーオンジャーVSゲキレンジャー）（BOMPER的聲音）

2010年
- 侍戰隊真劍者VS轟音者 銀幕BANG!!（BOMPER的聲音）

2011年
- 海賊戰隊豪快者（BOMPER的聲音）

2013年
- 非公認戰隊秋葉原連者 Season痛（公認女性戰士[注 5]的聲音〈第1痛〉、破裏劍藍的聲音）

2018年
- 炎神戰隊轟音者 10 YEARS GRANDPRIX（炎神直升鬥雞的聲音[21]）

### 廣播節目
- 電擊大作戰（日语：電撃大賞）（作為節目助理出道。主持人：田中真弓、笠原留美）
- Marcoss World（與子安武人一起主持）
- 幸運餅乾（日语：ファンタジーワールド）（與FUZZ、深澤美潮（日语：深沢美潮）一起主持）
- 內藤寬的ZigZag天線（與遊戲開發者內藤寬（日语：内藤寛）一起主持）
- 中川亞紀子LUCKY FARM（日语：中川亜紀子LUCKY FARM）（第一次負責主持）
- 我要當聲優 ～迎向LAMUSE之路～（日语：ファンタジーワールド）（以LAMUSE的成員主持節目）
- VOICE OF WONDERLAND（1997年12月期主持人。該節目是與當時的節目助理神谷浩史固定輪替主持）
- （以LAMUSE的成員主持節目）
- （以LAMUSE的成員主持節目）
- （與那須惠一起主持）
- 中川、松風@熱PU大陸（與松風雅也一起主持）
- 中川亞紀子的Heart to Heart
- 謎底全部都解開了！ ～樹林伸的推理猜謎～ 第一～五彈（與樹林伸、千野秀和（日语：千野秀和）一起主持）

### 雜誌連載
- Relaxation Time（SEIGURA連載。凹版及詩歌）
- Cotton Candy（Animedia連載。內容為當上配音員之前的經緯和成為配音員後的體驗之感言）
- 屋中川（SEIGURA連載。專欄）

### CD

#### 單曲
- Sweet Pain
- （真紀智佐名義）
- 夢都 TOKYO LIFE

#### 專輯
- Songs & Days
- Winter Tales from Akiko Nakagawa
- graduation
- 微笑Soldier！
- I.O.（廣播節目LUCKY FARM企劃專輯）
- FRIENDS（自主製作的個人迷你專輯）

#### 廣播劇CD
- 超時空要塞7 CD劇場（少女A）
- 荒野英雄傳說（日语：ガンドライバー#CD文庫）（安娜·史頓·葛克雷耶）
- 太陽少女印加（日语：太陽の少女インカちゃん）（印加）
  - 主題歌「SUN」（作詞：松本有加，作曲：安部純，編曲：安部純、武藤星兒（日语：武藤星児），首部錄音室歌曲）
- （十姊妹參美）
  - 主題歌曲「Frozen Kiss」（作詞、作曲：安部純，編曲：武藤星兒）
- 廣播劇CD（梅芳）
- 吸血姬美夕 CD劇場1（少女）
- HYPER杏奈（日语：ハイパーあんな）（高槻杏奈）
- 京四郎（日语：京四郎）（西山麗子）
- 特攻天女（日语：特攻天女）（神崎留華）
- 放學後戀愛劇樂部 -戀愛的進行曲-（日语：放課後恋愛クラブ -恋のエチュード-）（織原早苗）
- 我要當聲優 ～迎向LAMUSE之路～（日语：ファンタジーワールド）系列（中川亞紀子）
- LAMUSE FIGHT！（中川亞紀子）
- L的季節（日语：Lの季節 〜A piece of memories〜） 廣播劇CD（弓倉亞希子）
- 多重人格偵探Psycho系列
  - MPD-PSYCHO （紘永彩子）
- 超鐵大帝特斯拉（日语：超鉄大帝テスラ）（史嘉蕾·特斯拉）
  - 主題歌（with 南央美，作詞：白倉由美，作曲：松本洋一（日语：松本洋一））
- （佐佐木律子）
- 幸運騎士（日语：フォーチュン・クエスト）系列（帕斯戴爾·G·晶）
  - 幸運騎士外傳「帕斯戴爾的啟程」
  - 幸運騎士 兼差篇「看見兩個夕陽的晚上」
- 橫濱購物紀行系列
  - 橫濱購物紀行（少女）
  - 橫濱購物紀行2（鷹津菜心）
    - 插入曲「」（ with 椎名碧流，作曲：GONTITI（日语：ゴンチチ））

  - 橫濱購物紀行3（鷹津菜心）
- 閱讀故事系列
  - 閱讀故事 漂流教室、其它短篇
  - 閱讀故事「BaBy BaBy」
- 聲優戰隊Voicelugger外傳 vol.1（帆村明子）
- NAUGHTY BOY（加藤有里）
- BUD BOY（日语：BUD BOY）（夕姬）
- Aika special mission 3 ～Mary Gene（美咲）
- 犬夜叉系列（日暮草太）
  - 廣播劇專輯2「犬夜叉 嵐祭島！」
  - 廣播劇專輯特別篇「犬夜叉 紅白歌合戰！」 犬夜叉版、殺生丸版
- STARLIGHT SCRAMBLE 戀愛候補生（日语：恋愛候補生 STARLIGHT SCRAMBLE） RADIO SCRAMBLE（楠原利奈）
- 風姬外傳 （千手丸）
- Falcom Classics 原聲廣播劇CD「伊蘇I／女神的記憶」（蕾雅）

### 其它
- 新學說!? 日本不可思議事件（日语：新説!?日本ミステリー）
- BLITZ INDEX（旁白）
- 動畫世界名作系列『法布爾昆蟲記』（法布爾，教材動畫DVD）
- 女三匹（朗讀劇。與青木沙耶香共演）
- 生活構造改革（CS放送節目。負責節目助理）
- FRESH光之美少女！ 音樂劇秀 ～唱吧！跳舞吧！得到幸福了呦!!～（山吹祈里／鳳梨天使）
- （旁白）

## 腳註

## 外部連結
- 中川亞紀子｜Littlebird's Voice （日語）
- （日語）－中川亞紀子的官方個人網站。
- 中川亞紀子的X（前Twitter） （日語）
- acopi.net （页面存档备份，存于） （日語）－中川亞紀子的官方個人部落格。
- 中川亞紀子｜東京俳優生活協同組合，存于 （日語）
- acopi.net，存于 （日語）－中川亞紀子的官方個人網站。